# Bussières, Loire
Bussières là một xã trong tỉnh Loire miền trung nước Pháp.